# Patsapong Amsam-ang
Patsapong Amsam-ang (in thai: ภาสพงศ์ อ่ำสำอางค์; Ratchaburi, 2 ottobre 1997) è un astista thailandese, detentore dei record nazionali della disciplina.

## Palmarès
| Anno | Manifestazione               | Sede         | Evento           | Risultato | Prestazione | Note |
| ---- | ---------------------------- | ------------ | ---------------- | --------- | ----------- | ---- |
| 2016 | Campionati asiatici juniores | Ho Chi Minh  | Salto con l'asta | Argento   | 5,20 m      |      |
| 2016 | Mondiali under 20            | Bydgoszcz    | Salto con l'asta | 19º (q)   | 4,95 m      |      |
| 2017 | Campionati asiatici          | Bhubaneswar  | Salto con l'asta | 4º        | 5,40 m      |      |
| 2017 | Giochi Sud-est asiatico      | Kuala Lumpur | Salto con l'asta | Argento   | 5,30 m      |      |
| 2017 | Giochi asiatici indoor       | Aşgabat      | Salto con l'asta | Bronzo    | 5,20 m      |      |
| 2018 | Giochi asiatici              | Giacarta     | Salto con l'asta | Bronzo    | 5,50 m      |      |
| 2019 | Campionati asiatici          | Doha         | Salto con l'asta | 5º        | 5,51 m      |      |
| 2019 | Universiadi                  | Napoli       | Salto con l'asta | 6º        | 5,31 m      |      |
| 2023 | Campionati asiatici indoor   | Astana       | Salto con l'asta | Bronzo    | 5,35 m      |      |
| 2023 | Campionati asiatici          | Bangkok      | Salto con l'asta | 6º        | 5,31 m      |      |
| 2023 | Giochi mondiali universitari | Chengdu      | Salto con l'asta | Argento   | 5,55 m      |      |